# 月亮在江邊流淌
《月亮在江邊流淌》（韓語：이강에는 달이 흐른다）是韩国MBC计划于2025年下半年播出的電視劇，由《我們，家》的导演李東賢执导，姜泰伍、 金世正主演。

## 剧情概要
该剧讲述讲述失去笑容的世子与失去记忆的女摊贩灵魂互换、身份颠倒的故事。

## 演员阵容

### 主要人物
- 姜泰伍 饰演 李江，正在代理朝政的朝鲜王世子，失去嫔宫后他放弃自己的幸福，一心只想复仇。[1][5]
- 金世正 饰演 朴达利，身份卑微的摊贩，与死去的世子嫔长相一模一样。[1][6]

### 其他人物
- 李新英[7]